# Canamicina
Canamicina é um antibiótico da família dos aminoglicosídeos, isolada de Streptomyces kanamyceticus. Sua utilização caiu em desuso devido ser muito tóxica dentre os fármacos de seu grupo e seu espectro de ação limitado. Era utilizada no tratamento da tuberculose.
Seu mecanismo de ação consiste na desorganização do ciclo normal da função ribossômica, especificamente nas sub-unidades 30S e 50S.
Não é mais produzida no Brasil.
Mecanismo de ação é a inibição de síntese proteica.